# アンビエント・ハウス
アンビエント・ハウス（Ambient house）は、ハウスの一ジャンル。踊るためのアップテンポな他のハウス音楽とは異なり、環境音楽的な、ゆったりとしたリラックスできるような音楽である。アンビエント・テクノ（後述のKLFなどが代表とされている）というジャンルと非常に類似しており、アーティストも重なり合っている。

## 概要
アンビエント・ハウスの始まりは1980年代の終わり、ハウスとレイブの爆発的なブームの中で生まれた。レイブやクラビングの後の早朝に、レイブで高揚し疲労したクラバー（レイヴァー）の興奮を沈め、肉体と精神を癒してリラックスさせるために聞く音楽の需要が生まれた。アンビエント・ハウスを一躍メジャーにした最初のアーティストはジ・オーブ（オーブ）である。彼らはブライアン・イーノやスティーヴ・ライヒなどの環境音楽や実験音楽、そしてピンク・フロイドのようなプログレッシブ・ロックの影響を受けつつ、それらをとハウスを融合させたまったく新しい音楽を作り出した。その後、KLFなどのヒットも続き、単にクラビング後のカーム・ダウン音楽としての機能だけではなく、それ自体として独立したジャンルとして成立するようになった。
音楽的な特徴としては、ハウスの四つ打ちビートの形式を継承しつつも、よりダウンテンポで穏やかなものが多く、また幻想的なムードのあるシンセ・コードや自然の環境音などが取り入れられている。ただし、実験音楽の要素も含んでいるので、こうしたフォーマットに収まらない曲も多数存在する。音楽的にはディープ・ハウスやスピリチュアル・ハウス、またアンビエント・テクノなどとも重なり合う部分がある。
また、環境音楽（アンビエント・ミュージック）についての詳しい説明は下記関連項目を参照のこと。